# Сушевцы
Сушевцы (укр. Сушівці) — село в Белогорском районе Хмельницкой области Украины.
Население по переписи 2001 года составляло 396 человек. Почтовый индекс — 30240. Телефонный код — 3841. Занимает площадь 0,154 км². Код КОАТУУ — 6820388501.

## Местный совет
30240, Хмельницкая обл., Белогорский р-н, с. Сушевцы, ул. Центральная, 76